# Inishturk

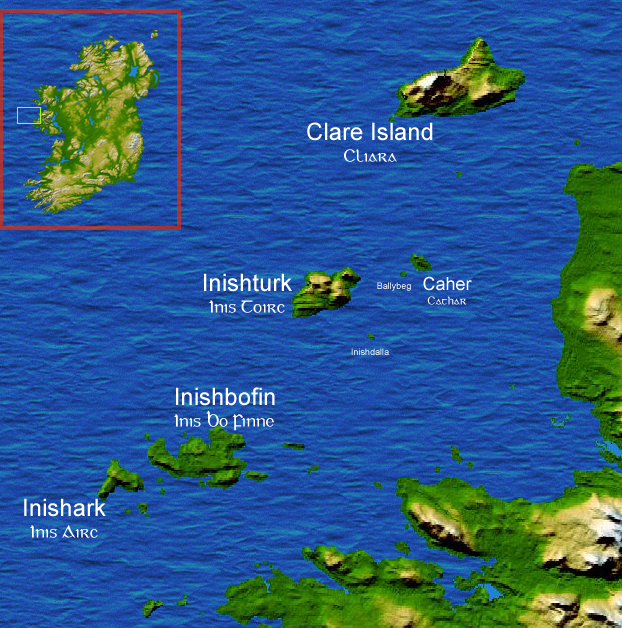
Les îles au large du comté de Mayo

Inishturk (en Irlandais : Inis Toirc) est une île irlandaise de l'océan Atlantique au large des côtes du comté de Mayo. L'île est habitée toute l'année et sa population s'élève à environ 70 individus dont certains sont les descendants directs des derniers habitants de l'île voisine Inishark évacuée en 1960. En irlandais, le nom de l'île signifie île au sanglier.
En 2008, Inishturk remporte le All Islands GAA championship, un tournoi de football gaelique réservé aux îles et ayant lieu une fois par an. En 2011, Inishturk est défaite en finale par l'ile voisine de Clare Island.
Les visiteurs de passage peuvent loger dans quelques bed and breakfast. L'île dispose d'un bureau de poste (mitoyen d'un des B&B) ainsi que d'une école primaire. Cependant, en septembre 2011, l'école n'a plus que 3 élèves. Dans la cour de l'école, une stèle rappelle la visite en 2006 de la présidente Mary McAleese.
Enfin, l'île dispose d'un community club équipé d'un pub et d'une petite salle de concert. On y trouve également un petit magasin d'alimentation vendant des produits de toute première nécessité.
L'île ne fut raccordée aux réseaux électrique et téléphonique qu'au milieu des années 1980. Aujourd'hui, une centrale électrique au fioul alimente les maisons en électricité.
L'île dispose également d'un réseau internet haut débit (Broadband).

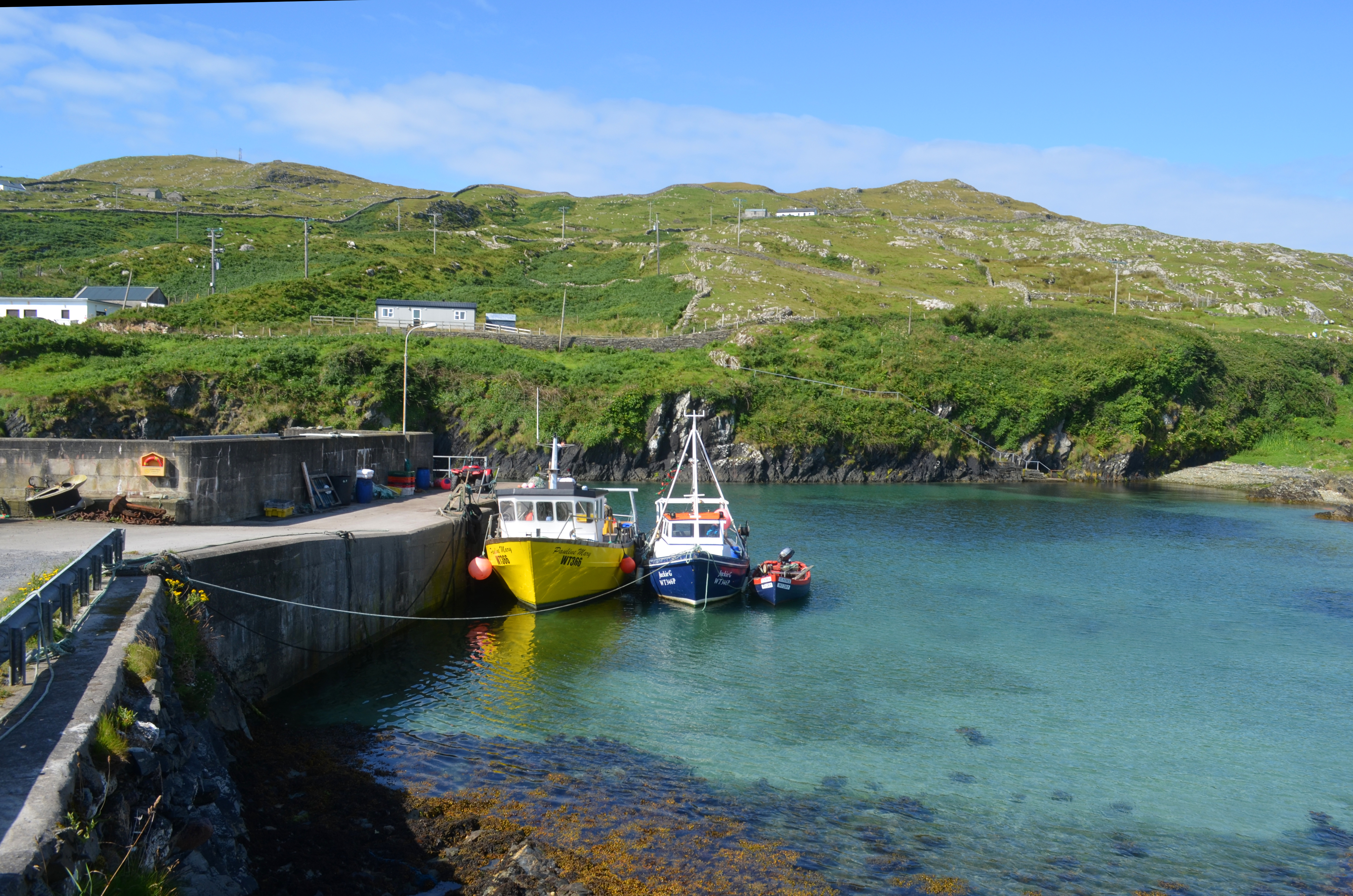
Arrivée à Inishturk

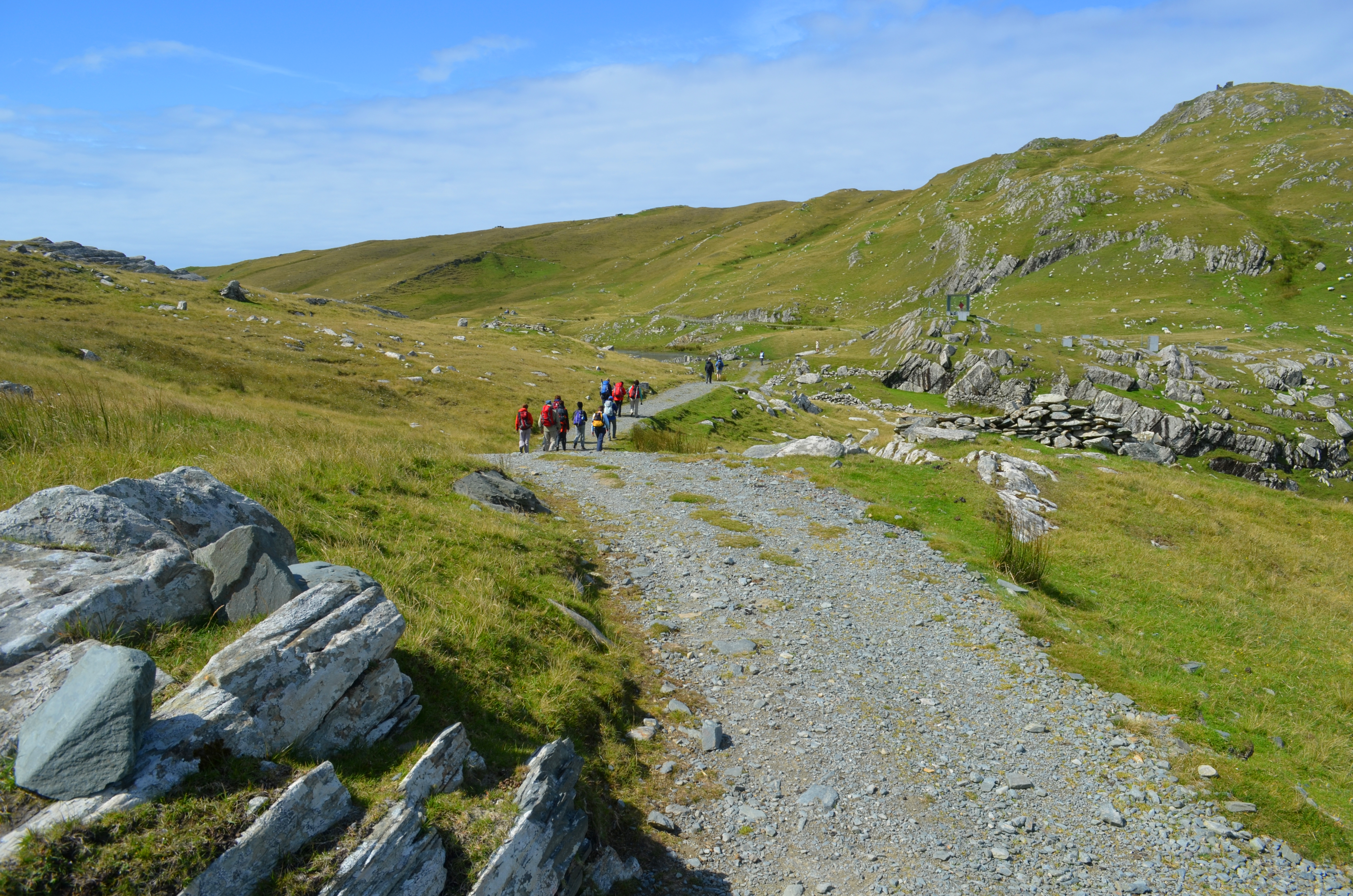
Randonneurs à Inishturk.

## Particularités
Inishturk possède une tour Martello bâtie par les Anglais lors des guerres napoléoniennes.

## Transport
Un ferry relie régulièrement Inishturk à Roonagh. Cette rotation régulière n'existe que depuis 1997. Avant, les habitants devaient s'arranger avec les pêcheurs pour pouvoir se rendre à Roonagh ou revenir sur Inishturk.